# Zły Mikołaj
Zły Mikołaj (ang. Bad Santa, 2003) – amerykańska komedia kryminalna w reżyserii Terry’ego Zwigoffa. Światowa premiera filmu miała miejsce 26 listopada 2003, a premiera w Polsce miała miejsce 26 listopada 2004.
Film został wydany na DVD w 2004 roku, a 20 listopada 2007 na blu-ray.

## Fabuła
Willie T. Stokes co roku pracuje jako Święty Mikołaj w domu towarowym, jednak wcale nie jest dobry w tej pracy: pije, klnie i obrzuca wyzwiskami dzieci, które siadają na jego kolanach. Co gorsza wspólnie z filigranowym kumplem Marcusem okradają w Wigilię z pieniędzy sejfy sklepów, w których zarabiają jako Mikołaj i jego elf. Na co dzień Marcus mieszka z niezbyt sympatyczną żoną Lois, a Willie spędza czas w Miami, wydając wszystkie pieniądze na alkohol. Życie Williego zaczyna się jednak zmieniać, kiedy poznaje małego Thurmana Mermana, który mieszka sam ze zgrzybiałą babką (matka nie żyje, ojciec jest w więzieniu) i wręcz desperacko wierzy w Świętego Mikołaja. Willie zamieszkuje wkrótce u tych dwojga, przy czym okrada i tam domowy sejf oraz przywłaszcza sobie BMW ojca chłopca. Pije za te pieniądze, uprawia w przebieralni sklepowej seks z klientką. Poza tym bohaterami są przebiegły detektyw sklepowy Gin, który dowiedział się o planowanym rabunku, gdy zorientował się, że przyjaciele od siedmiu lat w każdy wigilijny wieczór dokonują kradzieży, i szantażuje Williego domagając się połowy przyszłego łupu, a także piękna Sue, zakochana w Williem-Mikołaju.
Thurman uczy Williego stopniowo prawdziwego sensu świąt Bożego Narodzenia, podczas gdy Willie wpaja mu to, że człowiek musi przebijać się przez życie. Marcus patrzy z rosnącym zaniepokojeniem na degrengoladę wspólnika, np. niszczenie wyposażenia sklepowego, co budzi podejrzenia. Willie pomaga chłopcu pozbyć się terroryzujących go nastolatków.
Marcus i Lois zabijają Gina, a w Wigilię po napadzie zamierzają także zlikwidować Williego, jednak akurat pojawia się policja. Willie ucieka do domu Thurmana. Przed domem zostaje postrzelony ośmiokrotnie z prezentem, skradzionym pluszowym słoniem, w ręku i aresztowany przez policję. Prezent trafia jednak do Thurmana.
Willie unika więzienia, ponieważ planując wcześniej popełnić samobójstwo poprzez Thurmana przekazał policji list, który spowodował jej pojawienie się na miejscu kradzieży. Marcus i Lois odbywają wyroki. Willie, Sue i Thurman stają się rodziną, gdy ten pierwszy wychodzi ze szpitala.

## Obsada
- Billy Bob Thornton – Willie T. Stokes
- Brett Kelly – Thurman Merman
- Lauren Graham – Sue
- Tony Cox – Marcus
- Bernie Mac – Gin Slagel
- Cloris Leachman – Babcia Merman
- Ethan Phillips – Roger Merman
- Lauren Tom – Lois
- Hayden Bromberg – Chłopiec
- Max Van Ville – Chłopak na deskorolce
- Christine Picardo – Elf
- Tom McGowan – Harrison
- Ryan Pinkston – Złodziej sklepowy
- Dave Adams – Strażnik więzienia
- Octavia Spencer – Opal
- Grace Calderon – Kobieta w obcisłych spodniach
- Alex Borstein – Mama ze zdjęciem z Milwaukee
- Harrison Bieker – Chłopiec z Milwaukee
- Lorna Scott – Matka z Milwaukee
- Curtis Taylor – Strażnik z Phoenix
- Natsuko Otsama – Pedikiurzystka
- Alexandra Korhan – Dziewczyna na kolanach Świętego Mikołaja
- Ajay Naidu – Hindustanski przysparzacz kłopotów
- Dylan Charles – Niegrzeczny chłopak z Milwaukee
- Matt Walsh – Herb
- Joe Bucaro – Sierżant Mick
- Dylan Cash – Dziecko na rowerze
- Georgia Eskew – Dziewczynka prosząca o lalkę Barbie
- Bucky Dominics – Chłopiec proszący o grę Deer Hunter 3 na Nintendo
- Bryan Callen – Barman z Miami
- Lisa Ross – Barmanka z Milwaukee
- Billy Gardell – ochroniarz z Milwaukee
- Briana Norton – Dziewczyna od pinballa
- Hallie Singletton – Kobieta w części restauracyjnej supermarketu
- Joey Saravaia – Dzieciak od Pokémonów
- Cody Strauch – Przyglądający się chłopiec
- Marshall Dvorin – Przyglądający się chłopiec
- John Bunnell – Komendant policji